# O Amor é um Ato Revolucionário
O Amor É um Ato Revolucionário é o oitavo álbum de estúdio do cantor, compositor, poeta e jornalista brasileiro Chico César lançado no dia 13 de setembro de 2019. Segundo o crítico musical Zuza Homem de Mello, "O titulo lembra o papel da juventude nos anos 60, pregando na bandeira de paz e amor o gesto revolucionário de contestação da cultura vigente". O álbum é um retrato da situação político-social do país, na visão de seu compositor. Todas as composições são de Chico César. O álbum foi eleito um dos 25 melhores álbuns brasileiros do segundo semestre de 2019 pela Associação Paulista de Críticos de Arte.

## Lista de faixas
Todas as faixas escritas e compostas por Chico César. 
| N.º            | Título                                                | Duração |  |
| 1.             | "O Amor É Um Ato Revolucionário" (Part. Luís Carlini) | 7:20    |  |
| 2.             | "Minha Morena"                                        | 8:09    |  |
| 3.             | "Luzia Negra"                                         | 7:00    |  |
| 4.             | "As Negras"                                           | 3:44    |  |
| 5.             | "De Peito Aberto" (Part. Agnes Nunes)                 | 4:57    |  |
| 6.             | "Lok OK"                                              | 3:38    |  |
| 7.             | "Like"                                                | 3:43    |  |
| 8.             | "History"                                             | 2:57    |  |
| 9.             | "O Homem Sob O Cobertor Puído"                        | 4:19    |  |
| 10.            | "Mulhero"                                             | 6:37    |  |
| 11.            | "Eu Quero Quebrar"                                    | 4:17    |  |
| 12.            | "Pedrada"                                             | 5:15    |  |
| 13.            | "Cruviana" (Part. Flaira Ferro)                       | 4:37    |  |
| 14.            | "Eu Quero Quebrar" (Remix)                            | 3:12    |  |
| Duração total: | Duração total:                                        | 69:00   |  |

## Banda
- Chico César – vocal e guitarra
- Ana Karina Sebastião – baixo
- Simone Sou – percussão
- Helinho Medeiros – teclados, piano, sanfona e direção musical
- Gledson Meira – bateria
- Sintia Piccin - sopros
- Richard Fermino - sopros
- Luis Carlini - guitarra em "O Amor É Um Ato Revolucionário"
- Marissol Mwaba - backing vocal em "Luzia Negra", "As Negras", "Loki OK", "Like", "O Homem Sob O Cobertor Puído", "Mulhero", "Eu Quero Quebrar" e "Cruviana"
- Francois Muleka - backing vocal em "Luzia Negra", "As Negras", "Loki OK", "Like" , "O Homem Sob O Cobertor Puído", "Mulhero", "Eu Quero Quebrar" e "Cruviana"
- Agnes Nunes - voz em "De Peito Aberto"
- Marcio Arantes - baixo, bateria, percussão, programação, violão solo, guitarra, teclado e arranjo em "History"
- Felipe Guedes - bateria em "Pedrada"
- Edu Sattajah - baixo em "Pedrada"
- Thales Lion Farmer - guitarra em "Pedrada"
- Rafael Senegal - teclado em "Pedrada"
- Dada Yute - coro em "Pedrada"
- Flaira Ferro - voz em "Cruviana"
- André Abujamra - voz e guitarra em "Eu Quero Quebrar (Remix)"[3]